# Rio Congo
Rio Congo ou Zaire
Rio Congo, também conhecido como Rio Zaire, é o segundo maior rio da África (após o rio Nilo) e o sétimo do mundo, com uma extensão total de 4 700 km. É o primeiro da África e o segundo do mundo em volume de água, chegando a debitar algo com um caudal de 67 000 m³/s de água no oceano Atlântico.

## História do Congo
O rio Congo ter-se-á formado há cerca 1,5 a 2 milhões de anos, durante o Pleistoceno.
O primeiro europeu a chegar ao rio foi o navegador português Diogo Cão em 1483, que inclusive deu inicialmente seu nome ao Estuário do Congo. O rio recebe o seu nome do antigo Reino do Congo que se localizava nas terras em redor da sua foz.

## Biodiversidade

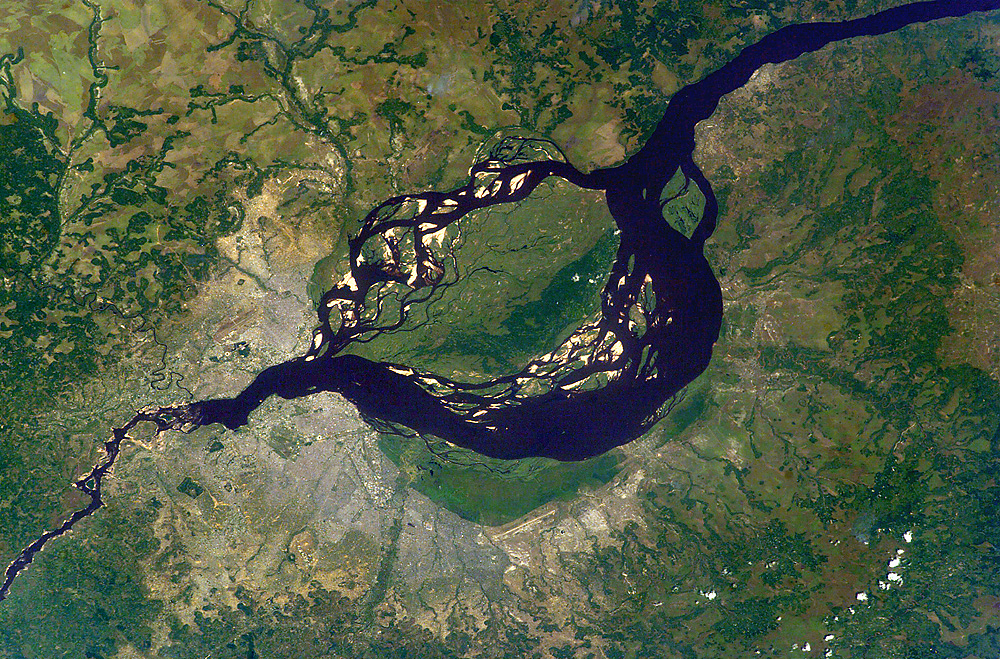
Imagem de satélite do lago Malebo, uma formação natural do rio Congo próxima da aglomeração metropolitana transfronteiriça de Quinxassa-Brazavile.

A formação do Congo pode ter levado à especiação alopátrica do bonobo e do chimpanzé. O bonobo é endêmico para as florestas úmidas da região, assim como outras espécies emblemáticas como o macaco, o Ocapi e o pavão-congolês.
Em termos de vida aquática, a bacia do rio Congo tem uma grande riqueza de espécies, e é onde estão as mais altas concentrações endêmicas conhecidas. Até hoje, quase 700 espécies de peixes foram registrados na Bacia do Congo, e grandes partes permanecem praticamente intocáveis. Devido a esta e as grandes diferenças ecológicas entre as regiões da bacia, é muitas vezes dividida em várias ecorregiões (em vez ser uma única ecorregião). Entre essas ecorregiões está a das Cataratas-Baixo Congo, que sozinha tem mais de 300 espécies de peixes, incluindo cerca de 80 espécies endêmicas, enquanto a parte sudoeste (Sub-Bacia do Cassai) sozinha tem cerca de 200 espécies de peixes, dos quais cerca de um quarto são endêmicas.  As famílias de peixes dominantes em algumas partes do rio são: Cyprinidae (carpa/ciprinídeos, como Labeo simpsoni), Mormyridae (peixes-elefante), Alestidae (peixe-tigre-africano), Mochokidae (peixe-gato) e Cichlidae (ciclídeos). Entre as espécies nativas do rio estão o peixe-tigre-golias. Há também inúmeros sapos endêmicos e caracóis.
Diversas espécies de tartarugas, crocodilo-de-focinho-delgado, crocodilo-do-nilo e o crocodilo-anão são espécies nativas da bacia do rio Congo.
Já o estuário do Congo, em conjunto com o delta do Congo (um delta interior pouco antes da foz), forma um emaranhado de canais, ilhas, ilhotas, mangues e bancos de sedimentos, locais de reprodução de aves, crustáceos e peixes, servindo como importante fonte de renda e alimentação para as populações que vivem em suas margens.

## Geografia

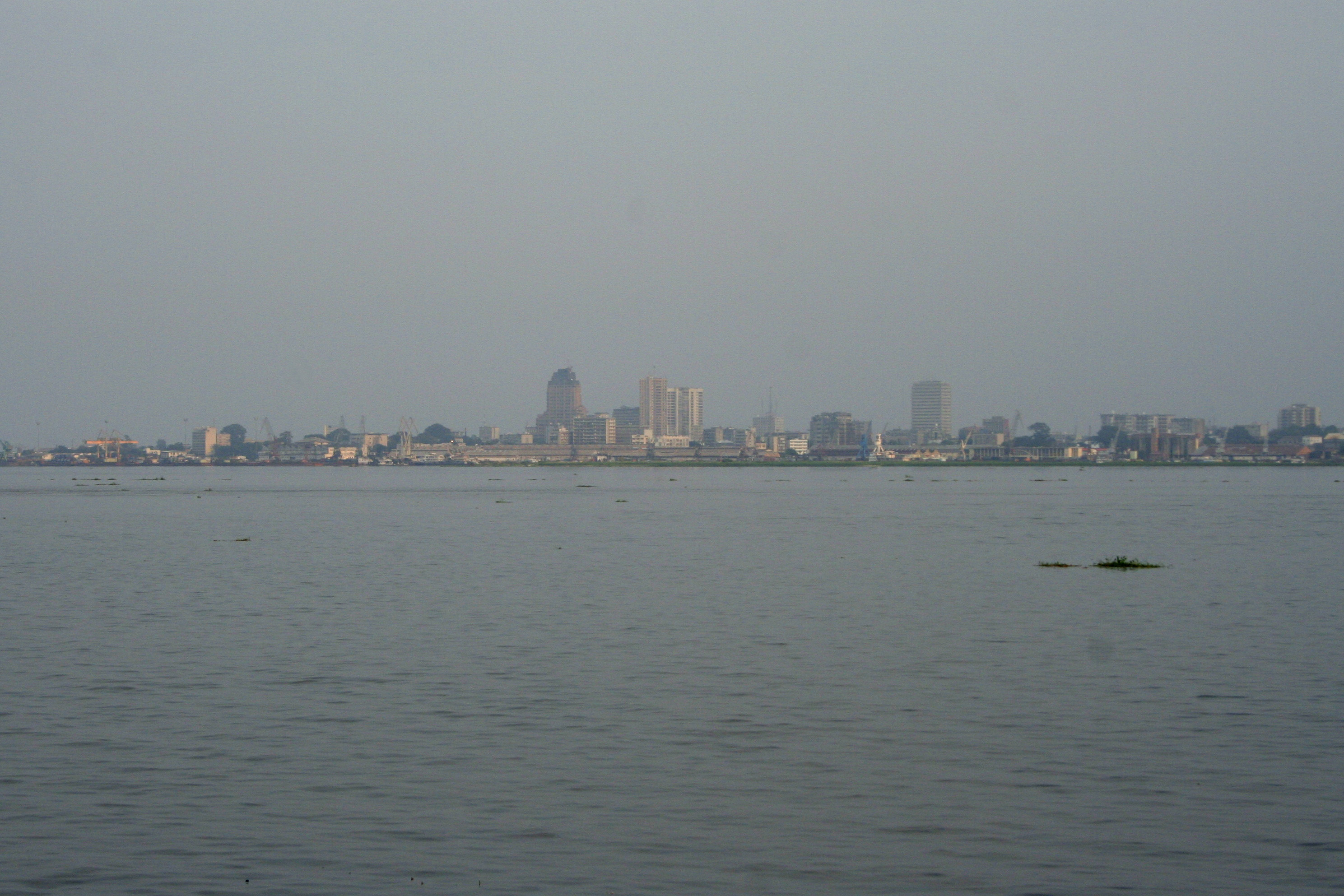
Quinxassa (capital da República Democrática do Congo) visto de Brazavile (capital da República do Congo), as duas capitais separadas pelo rio.

A principal extensão do rio atravessa a República Democrática do Congo como um "U" invertido e, perto da sua foz, estabelece a fronteira com Angola.
Origina-se na realidade (curso mais extenso) no norte da Zâmbia (rio Chambeshi), desaguando no Lago Bangweulu, seguindo para o norte com o nome de Luapula desagua no Lago Moero e deste segue com o nome de Luvua até se encontrar com o rio Lualaba já no sul do território quinxassa-congolês, este por sua vez é considerado o curso formal, onde o volume de água já é bastante significativo, onde origina-se nas montanhas ao sul da região de Catanga. Quando o Lualaba encontra-se com o rio Lindi, recebe definitivamente o nome de rio Congo. No médio Lualaba, recebe as águas do Lago Tanganica, guiadas pelo seu escape (rio Lukuga). Os seus principais afluentes são: o rio Ubangui, pela margem direita, e o rio Cassai, pela margem esquerda. O seu regime depende das chuvas equatoriais e quase toda a sua bacia é coberta por impenetráveis florestas equatoriais. É o único rio da Terra que atravessa duas vezes a linha do Equador.
É o 2º rio do mundo em caudal (apenas ultrapassado pelo rio Amazonas), e é também o 2º em área da bacia hidrográfica (novamente a seguir ao Amazonas e apenas ligeiramente acima da do rio Mississippi). É também o rio mais profundo do mundo, com 230 metros de profundidade no baixo Congo.
Banha duas capitais nacionais: Brazavile, na República do Congo e Quinxassa, na República Democrática do Congo.
Devido à constância do seu enorme caudal, é navegável por barcos de grande tonelagem até Matadi, na República Democrática do Congo. No médio Congo, formam-se dois conjuntos de cataratas: as quedas de Livingstone e as ainda mais formidáveis quedas de Inga. As referidas cataratas impedem a livre navegação até o lago Malebo (na conurbação transfronteiriça de Quinxassa-Brazavile), com o rio voltando a ser navegável até Quissangane, na confluência com o Lindi, quando surgem as quedas de Boiama.

## Importância econômica do Congo

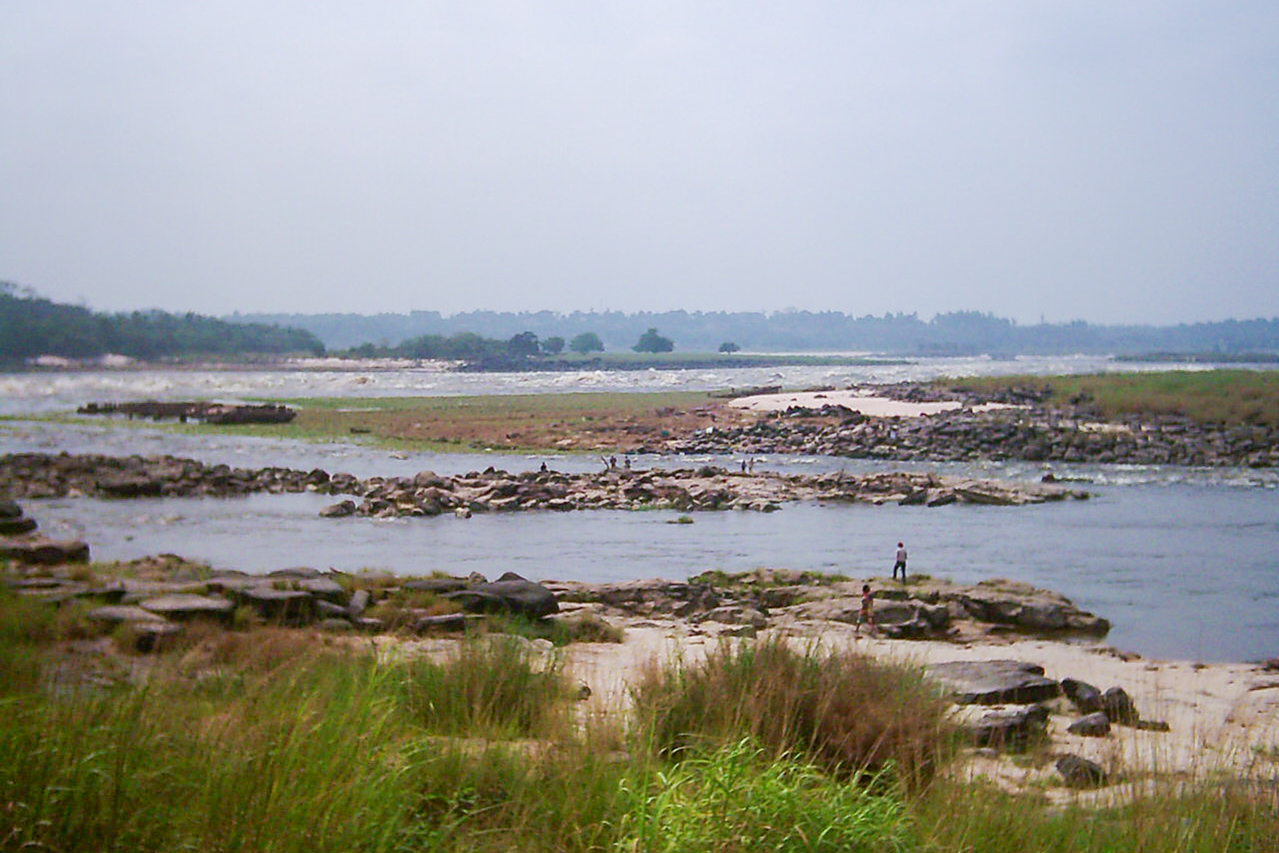
O início das Cataratas de Livingstone.

Embora as Cataratas de Livingstone impeçam o acesso da porção mais densamente povoada do rio ao mar, quase todo o Congo é facilmente navegável, especialmente entre Quinxassa e Quissangane. O rio Congo ainda é um local com grande fluxo de comércio, já que o país tem poucas estradas e ferrovias.
Além disso, o estuário do Congo é uma área geopolítica sensível, pois é riquíssima em hidrocarbonetos, graças a imensa deposição de sedimentos do Congo.

### Poder energético
O rio Congo é o rio com o maior poder energético da África. Durante a estação chuvosa o fluxo do rio é de 50 mil metros cúbicos (1 800 000 pés cúbicos) de água por segundo que desaguam no Oceano Atlântico. Cientistas calcularam que a Bacia do Congo é responsável por 13% do potencial hidrelétrico mundial, o que seria suficiente para fornecer energia para toda a África subsariana. Atualmente existem cerca de 40 usinas hidrelétricas na Bacia do Congo. A maior hidroelétrica será o Complexo Hidroelétrico de Inga (composto por 7 centrais hidroelétricas), baseadas nas Cataratas de Inga, a cerca de 200 km a sudoeste de Quinxassa.
Em fevereiro de 2005, a Eskom (uma empresa estatal da África do Sul), anunciou uma proposta de parceria com a Sociedade Nacional de Eletricidade para aumentar a capacidade das duas centrais hidrelétricas de Inga que já estão em operação, além da construção de uma nova barragem. O projeto daria ao país 40 GW de potência instalada, o dobro da Hidrelétrica de Três Gargantas, na China. Teme-se que estas novas barragens hidrelétricas possam levar à extinção de muitas das espécies de peixes endêmicos do rio.